# Gare de Gondrexange
La gare de Gondrexange est une gare ferroviaire française de la ligne de Paris-Est à Strasbourg-Ville (nom officiel ligne de Noisy-le-Sec à Strasbourg-Ville), située sur le territoire de la commune de Gondrexange, dans le département de la Moselle, en région Grand Est.
Mise en service par la Direction générale impériale des chemins de fer d'Alsace-Lorraine entre 1871 et 1907, elle est aujourd'hui fermée à tout trafic.

## Situation ferroviaire
Établie à 274 mètres d'altitude, la gare de Gondrexange est située au point kilométrique (PK) 420,132 de la ligne de Paris-Est à Strasbourg-Ville entre les gares de Réchicourt-le-Château (fermée) et de Héming.

## Histoire
La ligne de Paris à Strasbourg est inaugurée dans son intégralité le 17 juillet 1852 et son dernier tronçon de Nancy à Sarrebourg et ouvert à l'exploitation le 12 août. La voie passe par la vallée de Gondrexange, il n'y a pas de station sur la commune de Gondrexange, les plus proches sont Avricourt et Héming. Cette situation perdure jusqu'à l'annexion de l'Alsace-Lorraine, à la suite de la signature du traité de Francfort le 10 mai 1871, qui place la commune de Gondrexange et la ligne dans le territoire allemand.
Plus tard une halte est créée par la Direction générale impériale des chemins de fer d'Alsace-Lorraine (EL), située à 6 680 mètres de Réchicourt, elle dispose en 1907 d'un bâtiment voyageurs de peu d'importance établie à gauche de la voie et d'une halle aux marchandises en bois.
Le 19 juin 1919, la gare entre dans le réseau de l'Administration des chemins de fer d'Alsace et de Lorraine (AL), à la suite de la victoire française lors de la Première Guerre mondiale. Puis, le 1er janvier 1938, cette administration d'État forme avec les autres grandes compagnies la SNCF, qui devient concessionnaire des installations ferroviaires de Gondrexange. Cependant, après l'annexion allemande de l'Alsace-Lorraine, c'est la Deutsche Reichsbahn qui gère la gare, renommée « Gunderchingen », pendant la Seconde Guerre mondiale, du 1er juillet 1940 jusqu'à la Libération (en 1944 – 1945).
Le bâtiment voyageurs, détruit pendant le conflit, est reconstruit au début des années 1960 et achevé en 1964.
Au service d'été 1966, la gare est desservie quotidiennement par des trains omnibus de la relation Lunéville – Igney - Avricourt – Sarrebourg.
Au service d'été 1975, plus aucun trains de voyageurs ne s'arrête en gare de Gondrexange. Seule subsiste une desserte routière.
La gare ouverte la plus proche est celle de Sarrebourg.

## Patrimoine ferroviaire
L'ancien bâtiment voyageurs, de 1964, réaffecté en habitation privée.